# Мякоты (Хмельницкая область)
Мякоты (укр. М'якоти) — село в Изяславском районе Хмельницкой области Украины.
Население по переписи 2001 года составляло 1247 человек. Почтовый индекс — 30314. Телефонный код — 3852. Занимает площадь 4,768 км². Код КОАТУУ — 6822184501.

## Местный совет
30314, Хмельницкая обл., Изяславский р-н, с. Мякоты, ул. Чулкова, 3